# Austin Roberts
Austin Roberts (3 de enero de 1883 – 5 de mayo de 1948) fue un zoólogo sudafricano. Es conocido por su obra Aves de África del Sur, publicado por primera vez en 1940. También estudió los mamíferos de la región en su obra Los mamíferos de Sudáfrica publicada póstumamente en 1951. 
La séptima edición de Birds of Southern Africa de Roberts, que aparecido en 2005, es el trabajo estándar sobre las aves de la región.

## Vida
Roberts, hijo de un ministro de la iglesia, Alfred Roberts y una pintora Marianne Fannin, nació en Pretoria y creció en Postchefstroom, el Sudáfrica. Adquirió muchos de sus conocimientos de zoología de Thomas Ayres (1828-1913), uno de los primeros ornitólogos sudafricanos. Roberts fue empleado por el Museo de Transvaal de 1910 y 1946. A partir de ese momento estudió las aves y los mamíferos de Sudáfrica. Reunió una colección de 30.000 aves y de 13.000 especímenes de mamíferos en el museo. Fue autor de varios manuscritos y artículos en publicaciones científicas. En 1935, la Universidad de Pretoria le concedió un doctorado honorario. Austin Roberts murió el 5 de mayo de 1948 en un accidente automovilístico en la región de Transkei.

## Premios
- En 1934, una beca de la Fundación Carnegie le permitió visitar museos y otras instituciones en Gran Bretaña y Estados Unidos.
- En 1935, la Universidad de Pretoria le otorgó un doctorado honoris causa.
- Roberts fue galardonado con la Medalla en Memoria del Capitán Scott de la Sociedad Biológica Sudafricana en 1938
- La Asociación Sudafricana para el Avance de la Ciencia le otorgó la Medalla de Sudáfrica (oro) en 1940.

## Honores

### Eponimia
El Santuario de Aves Austin Roberts en Pretoria es nombrado en su honor.
También, una especie de lagarto, Pachydactylus robertsi, es nombrada en su honor.

## Obra
- The Mammals of South Africa. Johannesburgo 1951–54 (p. m.)

- Our South African Birds (Ons Suid-Afrikaanse voëls). Cape Times, Ciudad del Cabo 1941.
- The Birds of South Africa. H.F.&G.Witherby Ltd., Londres, 1940.

- Museums, higher vertebrate zoology and their relationship to human affairs. Pretoria 1935.

- "Descriptions of some new mammals [and Some notes on birds and description of new sub-species 1919"][2]

## Abreviatura (zoología)
La abreviatura Roberts  se emplea para indicar a Austin Roberts como autoridad en la descripción y taxonomía en zoología.